# Wederzijdse verstaanbaarheid
Wederzijdse verstaanbaarheid (Engels: mutual intelligibility) is een term uit de algemene taalkunde voor het verschijnsel dat sprekers van verschillende taalvormen elkaar onderling kunnen verstaan, terwijl ze elk hun eigen taal spreken en geen voorkennis van de taal van de ander hebben. De term mutual intelligibility werd in 1926 bedacht door Leonard Bloomfield.
Wederzijdse verstaanbaarheid kan "symmetrisch" zijn, wat wil zeggen dat beide sprekers elkaar even goed verstaan, of asymmetrisch, wat wil zeggen dat de ene spreker de andere beter verstaat dan vice versa. Binnen een bepaald taalgebied zijn er vaak verschillende gradaties van wederzijdse verstaanbaarheid, die vaak samenhangen met een dialectcontinuüm.

## Toepassingen
Het verschijnsel wederzijdse verstaanbaarheid wordt door taalkundigen vooral gebruikt als maatstaf om de mate van verwantschap tussen twee talen te bepalen. Dialectologen gebruiken het als criterium om de grens tussen wat als een taal en wat als een dialect mag worden beschouwd af te bakenen. Soms levert dit resultaten op die in tegenspraak lijken met aannames die binnen de taaltypologie en de vergelijkende taalkunde gebruikelijk zijn; zo blijken het Nederlands en het Nederduits onderling minder goed verstaanbaar dan het Nederlands en het Standaardduits, terwijl de twee eerstgenoemde taalvormen in taalkundig opzicht dichter bij elkaar staan Binnen de sociolinguïstiek wordt onder meer onderzocht welke factoren de wederzijdse verstaanbaarheid beïnvloeden.